# Église Saint-Martin de Polignac (Charente-Maritime)
L'église Saint-Martin est une église située à Polignac, dans le département français de la Charente-Maritime en région Nouvelle-Aquitaine.

## Historique
L'église paroissiale Saint-Capran date du XVe ou XVIe siècle, mais pourrait avoir une origine plus ancienne ; elle semble avoir été peinte au XVIIIe siècle.
Elle contient deux peintures de saint Pierre et saint Caprais datant du XIXe siècle classées monument historique au titre objet depuis 1978.
La cloche en bronze de 250 kg date de 1738 et a l'inscription « +EN 1738 IAY ETE BENITE PAR MRE IOSEPH DENYAR CURE DE POLIGNAC EST PARIN MRE ETIENNE IEAN DE LAFAYE D'EMBERAC CHEVER SEIGR DE POLIGNAC EST MARRAINE DAMOISELLE MARGUERITE DUVERGIER EPOUSE DUDIT SEIGR ET DAME DUDIT POLIGNAC ». Elle est aussi classée à titre objet depuis 1911.
Le cimetière contient une croix monumentale sculptée du XVIe siècle.
L'église est inscrite au titre des monuments historiques par arrêté du 12 janvier 1931.

## Galerie

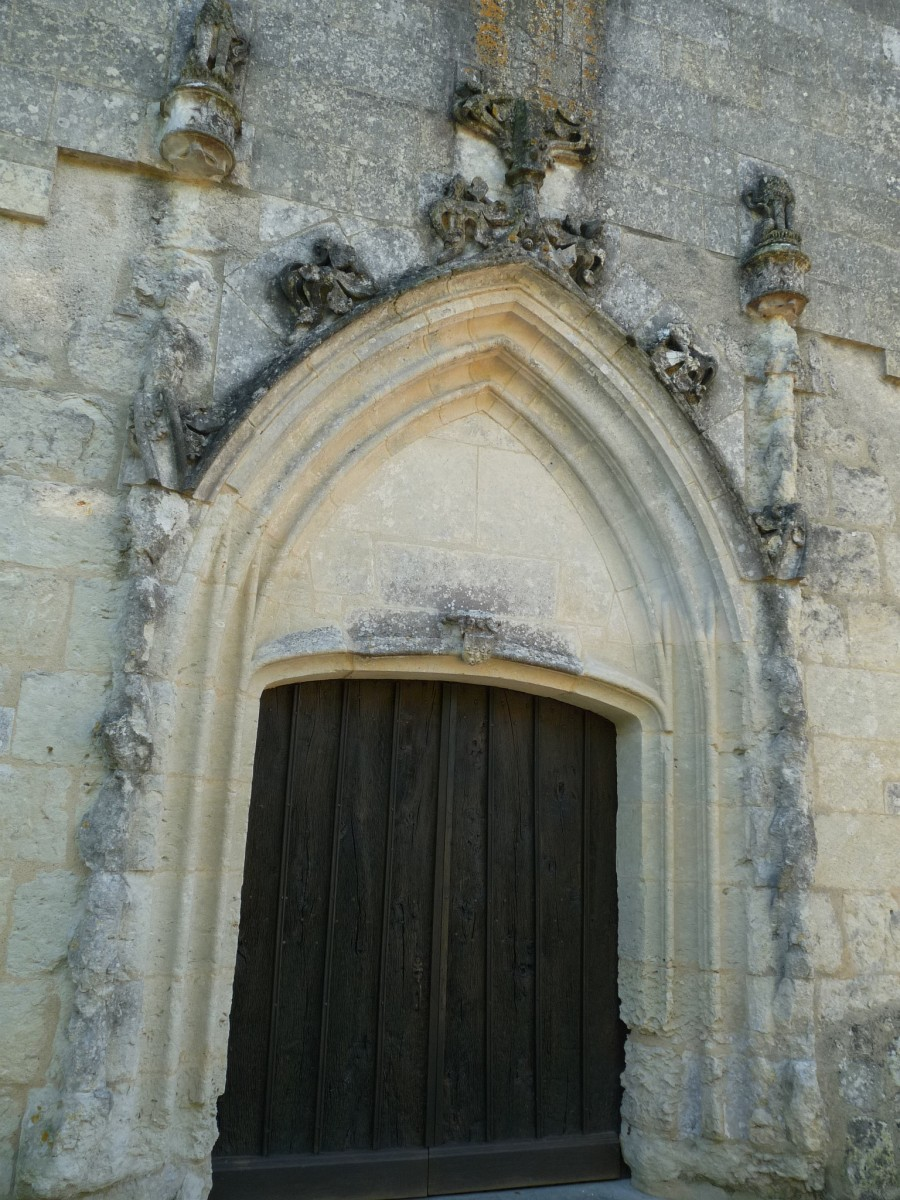